# Tephritis sinensis
Tephritis sinensis
 es una especie de insecto díptero que Chen describió científicamente por primera vez en el año 1940.
Esta especie de mosca pertenece al género Tephritis de la familia Tephritidae y se encuentra en varias partes de Asia, principalmente en China.